# Парасольковий бренд
Брендування парасольки (також відоме як сімейне брендування) — це маркетингова практика, що передбачає використання однієї торгової марки для продажу двох або більше пов’язаних товарів . Брендинг парасольки в основному використовується компаніями з позитивним капіталом бренду (вартість бренду на певному ринку). Усі товари використовують однакові засоби ідентифікації та не мають додаткових торгових марок чи символів тощо. Ця маркетингова практика відрізняється від розширення бренду тим, що парасолькове брендування передбачає маркетинг схожих продуктів, а не диференційованих товарів, під однією торговою маркою. Отже, брендування парасольок може розглядатися як тип розширення бренду. Практика брендування парасольок не забороняє фірмі застосовувати різні підходи до брендування для різних товарних ліній (наприклад, розширення торгової марки).

## Стратегія брендингу сім'ї
Маркетологи можуть збільшити шанс на успіх у запуску нового продукту, використовуючи одночасно назву суб-бренду та батьківську марку. У статті Говарда Понга Юена ЛАМ та інших співавторів вони повідомляють про успішний випадок використання двох торгових марок — стратегії подвійного брендування — практикуючими в Китаї для запуску напою з соком Minute Maid Orange Pulp. "Субсидійна назва підбренду допомагає споживачам згадати ключові переваги та особливості нового продукту. Сумнівна назва батьківського бренду повідомляє про переваги категорії товару. Стратегія подвійного брендування вирішує проблему використання лише однієї торгової марки для запуску нового продукту. Після успішного запуску першого нового продукту материнською маркою, маркетологи зможуть в майбутньому випускати інші нові продукти під іншими назвами суб-брендів, щоб задовольнити різні потреби споживачів. Маркетологи можуть використовувати одну і ту ж материнську марку для представлення різних продуктів, щоб створити масштаб для бренду, і вони можуть чітко диференціювати різні пропозиції товарів під різними назвами суббрендів. Якщо компанія придбає бренд у іншої компанії, маркетолог може позиціонувати придбаний бренд як під-бренд під материнським брендом, якщо маркетолог досить широко визначив сферу діяльності материнського бренду та із сугестивною назвою материнської марки."

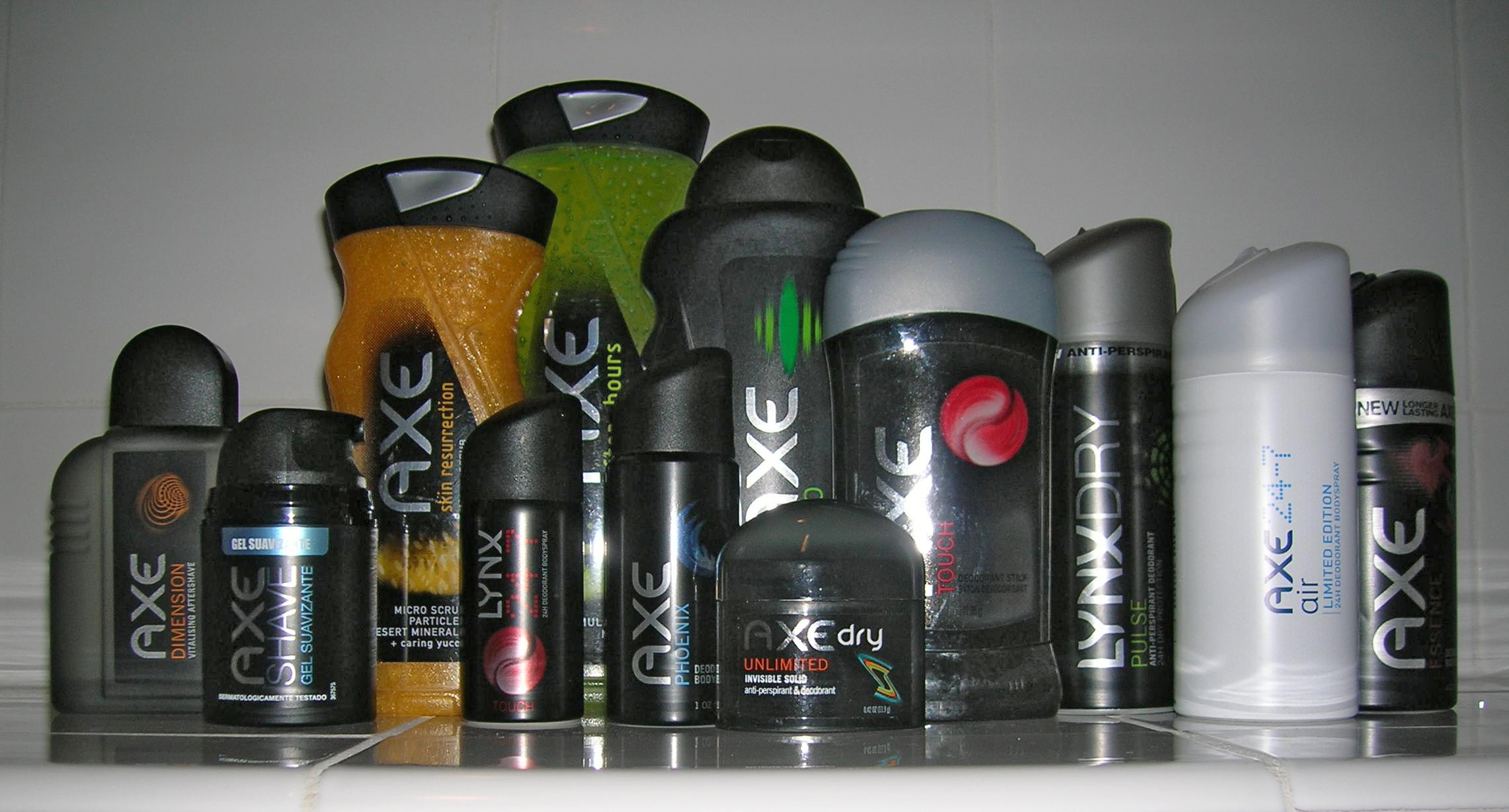
Axe (від Unilever) має цілий ряд подібних продуктів, що використовують одну і ту ж сімейну марку (дезодоранти Axe, шампуні Axe, гелі для душу Axe, зачіски для волосся Axe,

## Призначення
Бренд "Парасолька" використовується для забезпечення однорідності певних товарних ліній, групуючи їх під єдиною торговою маркою, роблячи їх більш ідентифікованими, а отже, підвищуючи їх товарність. Очікується, що всі продукти, що перебувають під однією корпоративною парасолькою (masterbrand забезпечує структуру та надійність інших продуктів корпорації), мають однакову якість та зручність користування (наприклад, Усі товари, що мають батьківську марку, повинні відповідати однаково високим стандартам якості).
Фактори, які можуть визначати вплив брендингу парасольок, включають:
1. Ступінь спільності продуктів, що потрапляють під корпоративну парасольку (наприклад, Чи можуть вироби виступати як замінники один одного).
2. Власний бренд корпорації (наприклад, Чи відомий бренд на своєму товарному ринку).

## Теорії
Різні теорії намагаються пояснити рішення та судження споживача під час придбання товару, що спричиняє успішну маркетингову стратегію.

### Теорія категоризації
Теорія категоризації базується на уявленні, що споживачі, як правило, класифікують товари, асоціюючи їх з брендами, та їхній минулий досвід із цими конкретними торговими марками (що зберігаються в пам'яті їх категорій), щоб уникнути початкової плутанини, спричиненої великим вибором продуктів, якими вони є представлені. Нова інформація про певні товари класифікується за різними розділами, такими як клас продукції (наприклад, напої) та торгова марка (наприклад Coca-Cola), а потім зберігається. Потім споживачі оцінюють якість продукції на основі минулого досвіду з продуктами бренду, а також власного капіталу бренду.
Ця теорія також пояснює популярність брендингу парасольок. Споживачі, як правило, оцінюють нові товари не тільки на основі позитивної власності бренду, але й того, чи концепція бренду відповідає їхній розширеній продукції. Наприклад, припускаючи, що споживач мав задовільний досвід роботи з продуктами компанії, якщо Apple Inc. розроблятиме і продаватиме нову версію MacBook, споживачі вважатимуть її більш надійною та потенційно вищою якістю, ніж якщо Apple вироблятиме нову марку напою завдяки попередній лінійці продуктів Apple.

### Схема теорії конгруентності
Теорія збіжності схем передбачає, що на зберігання нової інформації та пошук пам'яті головним чином впливають минулі очікування. Схеми — це особисті когнітивні уявлення людини про навколишнє середовище, які спрямовують їх сприйняття, думки та дії. Схеми постійно змінюються, коли людина переживає і засвоює нову інформацію. Тим не менше, нова інформація спочатку оцінюється на основі існуючих схем. Пов’язуючи теорію зі споживчою оцінкою товарів, споживач вже має вже існуючі схеми з минулого досвіду роботи з певними торговими марками, і тому нові товари оцінюються на основі існуючої схеми (історії взаємодії, використання), яку споживач має з певною торговою маркою. Ця теорія цілком схожа на теорію категоризації; однак, теорія конгруентності схеми робить акцент на минулому досвіді споживача з брендом, на який впливає навколишнє середовище.

### Упередження підтвердження
Упередженість підтвердження — це форма статистичної упередженості, що описує тенденцію шукати чи інтерпретувати докази способами, що підтверджують існуючі переконання. Після того, як споживач створить перевагу одного бренду над іншими, будь-яка додаткова функція, яка може бути спільною для різних брендів, швидше за все, лише посилить попередні переваги споживача, змушуючи їх ігнорувати інші марки. Отже, позитивний власний капітал бренду може не настільки впливовим, якщо споживач вже має вже існуючі переваги бренду.

## Переваги
Брендинг парасольки став популярною маркетинговою практикою, що використовується компаніями через різні потенційні переваги. Така маркетингова практика може створити ефективність реклами завдяки зменшенню витрат на розвиток бренду. Ця стратегія зменшує маркетингові витрати фірми завдяки асоціації споживачів та торгових марок, завдяки якій споживачі вже впізнають певні марки, роблячи нові товари легшими для ідентифікації. Отже, вихід на ринок товарів, що продаються під парасолькою, є відносно недорогим, оскільки солідні бренди можуть скористатися минулими маркетинговими зусиллями. Крім того, компанія виграє від ефективності реклами, оскільки парасольковий брендинг зосереджений на просуванні одного бренду, а не кількох. Наприклад, Apple Inc. додає нові продукти (наприклад, Macbook Pro, Apple Watch) до своєї лінійки та вигоди від минулого маркетингу, оскільки споживачі використовують попередню інформацію, щоб зробити висновок про товар з однаковим найменуванням, що дозволяє Apple зосередитись на просуванні корпоративного бренду, а не кількох окремих брендів. Крім того, використання парасолькового брендингу не заважає компаніям застосовувати інші методи розширення торгової марки, що дозволяє їм залишатися гнучкими при маркетингових стратегіях. Нарешті, успіх одного брендового продукту під парасолькою може призвести до інших продуктів під тим самим корпоративним парасольковим брендом завдяки позитивній власності бренду.

## Ризики
Основним ризиком використання парасолькового брендування є те, що це може призвести до невдалого просування нових продуктів, якщо компанія не має потужних акцій бренду. По-друге, досвід споживача щодо одного брендового продукту під парасолькою може вплинути на сприйняття ними інших продуктів та послуг, що підпадають під ту саму корпоративну парасольку, а також самого бренду. Отже, якщо один парасольковий фірмовий товар не задовольняє сподівання споживача, інші продукти, що продаються під тим же брендом, також, ймовірно, постраждають. Таким чином, компанія може призвести до негативного власного капіталу (також відомого як розбавлення власного капіталу). По-третє, брендування парасольок вигідне лише при просуванні товарів, що мають відношення, за допомогою яких споживачі могли б впізнати бренд. Наприклад, торгова марка Starbucks асоціюється з продуктами, пов’язаними з кавою, і тому споживачі в основному розпізнаватимуть марку на продуктах, пов’язаних із конкретним ринком. Нарешті, канібалізація (зменшення обсягу продажів через введення нової продукції тією ж компанією) може призвести до того, що супутні товари вводяться під тим самим корпоративним брендом, оскільки внутрішня конкуренція продукту призведе до того, що споживачі вибиратимуть між продуктами тієї ж марки, затримуючись майбутні інвестиції у створення продукту тієї самої товарної лінійки під корпоративною парасолькою.

## Популярне використання
Starbucks Corporation, Virgin Group, Procter & Gamble, Unilever, Apple Inc. та The Coca-Cola Company — це приклади транснаціональних компаній, які використовують парасольковий бренд у деяких своїх товарних лінійках.

### Корпорація Starbucks
Starbucks Corporation (працює як кава Starbucks) — американська багатонаціональна кавова компанія, яка продає всю свою продукцію під торговою маркою. Деякі продукти, вироблені Starbucks, включають:
- Кава Starbucks
  - Різні види кави[17].
- Чай Starbucks
  - Різні види чаїв[18].
- Напої Starbucks
  - Різні типи напоїв, такі як чашки, кружки та банки[19].
- Обладнання Starbucks
  - Різні типи обладнання, такі як кавові машини.
- Сиропи та топінги Starbucks
  - Різні типи сиропів і начинок.

### Virgin Group
Virgin Group Ltd. — британська транснаціональна фірмова інвестиційна корпорація. Virgin — один з найбільш визнаних брендів у світі, який використовував різні типи розширень брендів, включаючи брендування парасольок. Virgin має 33 відділення, які працюють під ім’ям Virgin; однак практика брендування парасольок спостерігається у їх галузевих торгових марок (наприклад, Virgin Drinks, яка була дочірньою компанією Virgin Group, яка продавала Virgin Cola та Virgin Vodka), включаючи:

Virgin Group Ltd. Логотип корпоративного бренду.

- Virgin Green Fund
- Virgin Atlantic
- Virgin Books
- Virgin Games
- Virgin Vacations
- Virgin Spa
- Virgin Life Care
- Virgin Earth
- Virgin Money
- Virgin Media
- Virgin Mobile

Повний список можна переглянути тут

### Procter & Gamble
Procter & Gamble (також відома як P&G) — американська транснаціональна корпорація, що пропонує широкий спектр споживчих товарів. Хоча P&G створюють окремі торгові марки (наприклад, Pampers або Pantene), брендинг парасольок реалізований в межах окремих брендів. Деякі окремі бренди, що належать P&G, включають:
- Pantene

Корпоративний логотип Procter & Gamble.

  - Бренд засобів для догляду за волоссям, включаючи шампуні, сухі шампуні, кондиціонери, зволожувачі, засоби для укладання волосся та інші[24].
- Oral-B
  - Бренд засобів для гігієни порожнини рота, таких як зубні щітки, зубні пасти, зубні нитки та ополіскувачі для рота[25].
- Gillette
  - Бренд чоловічих бритв та інших засобів особистої гігієни, таких як гелі для гоління, пінки, засоби для догляду за шкірою, дезодоранти та гелі для душу[26].
- Viks
  - Бренд ліків, що продаються без рецепта, включаючи ліки від застуди та грипу, полегшення кашлю, полегшення пазух та іноді безсоння[27].

P&G створює окремі бренди для різних товарних ліній, а потім впроваджує парасольковий бренд у межах цих брендів, щоб контролювати вигідні секції ринку. Ця стратегія дозволяє P&G утриматися від ризику пошкодити імідж корпоративного бренду через випуск невдалого продукту, оскільки бренди не взаємопов’язані.

### Unilever
Unilever — це британо-голландська транснаціональна компанія, яка постачає різноманітні споживчі товари. Подібно до Procter & Gamble, Unilever реалізує парасольковий брендинг в межах окремих брендів, які створює, включаючи:
- Axe/Lynx
  - Бренд засобів для догляду за тілом чоловіків, таких як: дезодоранти, гелі для душу, засоби для миття тіла, шампуні, кондиціонери та засоби для зачіски[29].
- Dove
  - Бренд засобів особистої гігієни для чоловіків та жінок, таких як: антиперспіранти/дезодоранти, засоби для миття тіла, лосьйони, засоби для догляду за обличчям та волоссям[30].
- Lux
  - Бренд виробляє цілий ряд засобів особистої гігієни, включаючи: гелі для душу, шампуні, кондиціонери, косметичне мило, парфумерію та добавки для ванни[31].
- Ben & Jerry's
  - Компанія/бренд, що виробляє морозиво, заморожений йогурт та сорбет[32].

### Apple Inc.
Apple Inc. — американська багатонаціональна технологічна корпорація, яка розробляє та продає цілий ряд споживчих електронних товарів та послуг. Apple Inc. продає всю свою продукцію під торговими марками, включаючи:
- Macintosh

Apple Inc. Логотип корпоративного бренду.

  - Лінійка персональних комп'ютерів, розроблена Apple Inc[34].
- iPhone
  - Лінійка смартфонів, розроблена Apple Inc[35].
- iPad
  - Лінійка планшетних комп'ютерів, розроблена Apple Inc[36].
- iPod
  - Лінійка портативних медіаплеєрів, розроблена Apple Inc[37].
- Apple Watch
  - Смарт-годинник, розроблений Apple Inc[38].

### The Coca-Cola Company
The Coca-Cola Company — це багатонаціональна корпорація, що виробляє різні напої. Корпорація також впроваджує парасолькове брендування в рамках окремих брендів для різних ароматизованих напоїв, включаючи:
- Coca-Cola

Колишній логотип корпоративного бренду компанії Coca-Cola.

  - Бренд газованих безалкогольних напоїв, що випускаються в різних варіантах, таких як: Coca-Cola, Diet Coke, Cherry Coke, Vanilla Coke, Coca-Cola Zero та Coca-Cola Life[39].
- Fanta
  - Бренд газованих безалкогольних напоїв із фруктовими ароматами, які виробляються у різних варіантах, з найбільш популярними ароматами: Fanta Orange, Fanta Orange Zero, Fanta Lemon, Fanta Lemon Zero та Fanta Fruit Twist (повний список дивіться тут)[40].
- Minute Maid
  - Марка різноманітних фруктових напоїв, включаючи 100 різних фруктових соків[41].

Серед інших компаній, які впровадили парасольковий брендинг у своїй маркетинговій стратегії, є: Nivea (німецький бренд особистої гігієни), Marriott (готельна компанія) та FedEx (глобальна корпорація кур'єрської доставки).